# Escenas del bosque

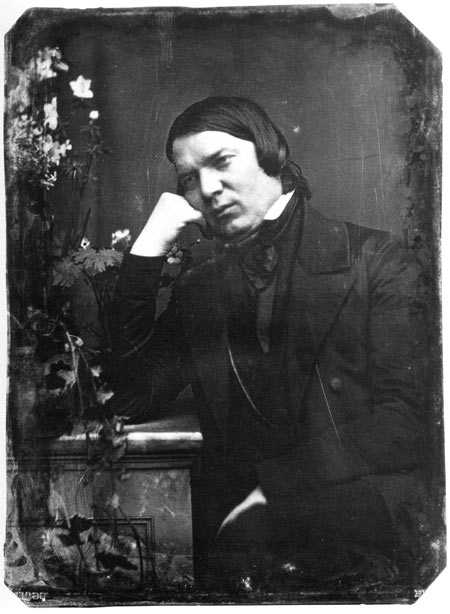
Robert Schumann en 1850.

Waldszenen (Escenas del bosque), Op. 82 es un ciclo de nueve piezas de carácter para piano compuestas por Robert Schumann entre 1848 y 1849. La obra está dedicada a Annette Preusser.

## Historia

### Composición

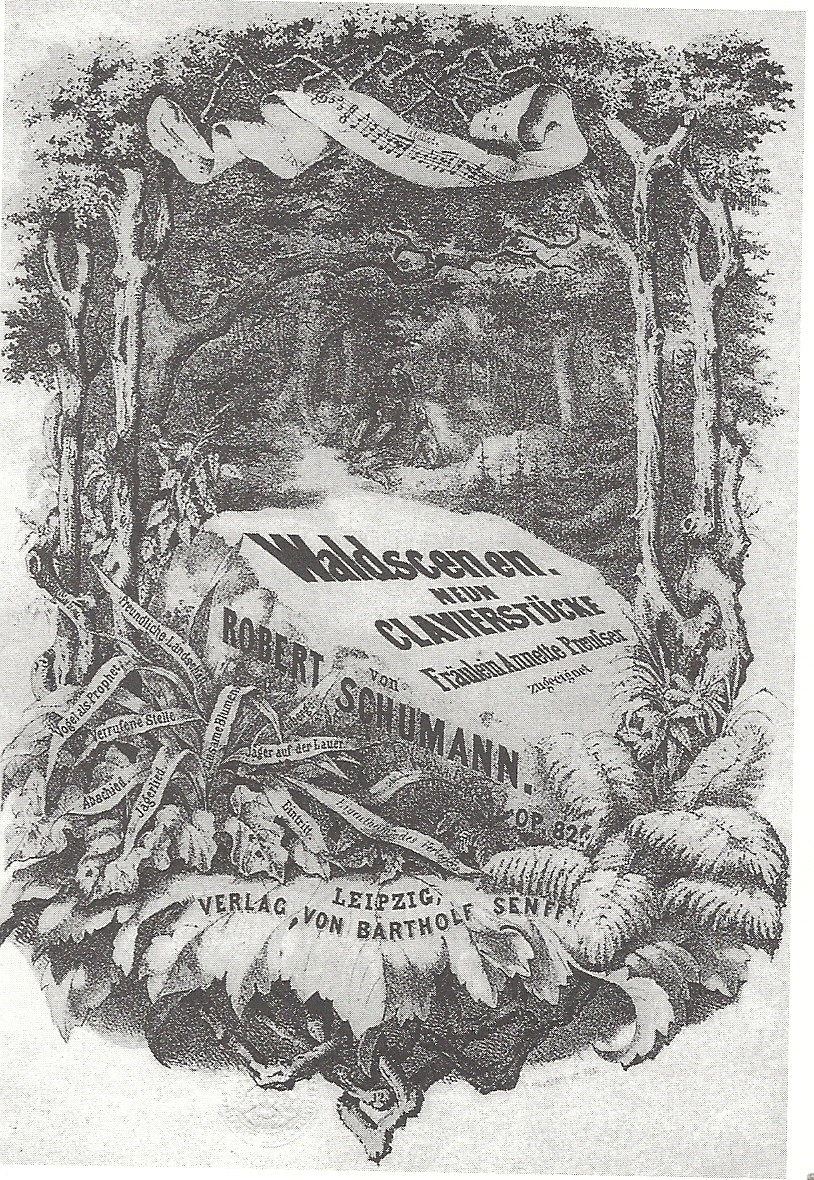
Portada de la 1.ª edición (1850–51).

La composición se desarrolló en cuestión de días durante el Año Nuevo de 1849; fue su último gran ciclo para piano solo. El bosque que explora era un tema cercano al corazón de cualquier romántico que se preciara, ya fuera escritor, poeta, artista o músico. Su atractivo reside en el contraste: la naturaleza en su estado más bello, pero también un lugar desconocido. Pero no se trata simplemente de la "naturaleza" en sí, sino de la noción de la posición del ser humano dentro de esa naturaleza salvaje y de cómo el compromiso con algo así podría afectar a su vez al autoconcepto que el hombre tiene de sí mismo. En conclusión emplea lo externo como medio para examinar lo interno. No se trata de una incursión objetiva en el bosque, sino de una reacción muy personal a este paisaje imaginado; e igualmente sorprendente es la sensación de que cada pieza representa un fragmento de una experiencia más amplia, una instantánea auditiva, si se quiere. En general Schumann explora el aspecto más bucólico, aunque estas piezas no están exentas de sombras más oscuras. Y aunque técnicamente sean bastante sencillas, su carácter cambiante exige reacciones rápidas y una gran riqueza de matices.
Las piezas son similares en estilo y espíritu a las Escenas infantiles Op. 15 de 1838. Se diferencia de ellas en una simetría más fuerte en la estructura formal y una conexión tonal más cercana mediante la limitación a unas pocas tonalidades relacionadas. La pieza número 7 del ciclo el Vogel als Prophet, “ha estado en las casas y en las salas de conciertos desde Anton Rubinstein como piedra de toque del arte pianístico”  y alcanzó una fama particular. 
Sobre este conjunto de piezas, Schumann escribió:

«Los títulos de las piezas musicales, desde que se han vuelto a poner de moda en nuestros días, han sido censurados aquí y allá, y se ha dicho que 'la buena música no necesita señalización'. Ciertamente no, pero un título tampoco le quita su valor; y el compositor, al añadir uno, al menos previene un completo malentendido del carácter de su música. Lo importante es que el título verbal sea significativo y adecuado. Puede considerarse la prueba del nivel general de educación del compositor.»

### Publicación
La primera edición fue llevada a cabo en 1850-1851 por la editorial Bartholf Senff en Leipzig. La dedicatoria de la partitura reza: Componirt und Fräulein Annette Preusser zugeeignet (Compuesta y dedicada a Miss Annette Preusser).

## Estructura y análisis musical
El ciclo consta de nueve breves piezas:
| Título                                        | Tonalidad | Indicación de tempo y carácter         | Compás | Metrónomo |
| --------------------------------------------- | --------- | -------------------------------------- | ------ | --------- |
| I. Eintritt (Entrada)                         | sib mayor | Nicht zu schnell (No demasiado rápido) | 4      | = 132     |
| II. Jäger auf der Lauer (Cazadores al acecho) | re menor  | Höchst lebhaft (Muy animado)           | 4      | = 76      |
| III. Einsame Blumen (Flores solitarias)       | sib mayor | Einfach (Sencillo)                     | 2 4    | = 96      |
| IV. Verrufene Stelle (Lugar encantado)        | re menor  | Ziemlich langsam (Bastante lento)      | 4      | = 60      |
| V. Freundliche Landschaft (Paisaje acogedor)  | sib mayor | Schnell (Rápido)                       | 2 4    | = 144     |
| VI. Herberge (Posada)                         | mib mayor | Mässig (Moderado)                      | 4      | = 132     |
| VII. Vogel als Prophet (Pájaro como profeta)  | sol menor | Langsam. Sehr zart (Lento. Muy suave)  | 4      | = 63      |
| VIII. Jagdlied (Canción de caza)              | mib mayor | Rasch, kräftig (Rápido, enérgico)      | 6 8    | . = 120   |
| IX. Abschied (Adiós)                          | sib mayor | Nicht schnell (No rápido)              | 4      | = 80      |

La interpretación de esta obra dura aproximadamente 20 minutos. Robert Schumann describe poéticamente, en el estilo sencillo y armonioso que le caracteriza, un paseo por el bosque conformado por diversas vistas en las que navega el espíritu de un niño, algo habitual en su música. En este paseo encontramos diversión (Paisaje acogedor, Canción de caza), falsa seriedad (Lugar encantado, Cazadores al acecho), ternura (Entrada, Posada, Adiós), asombro onírico (Flores solitarias) e incluso hasta fascinación (Pájaro como profeta). 
La secuencia de las piezas revela la búsqueda de la simetría en la arquitectura del ciclo. Se pueden establecer relaciones y correspondencias entre la primera pieza (Entrada) y la última (Adiós), entre la segunda (Cazadores al acecho) y la penúltima (Canción de caza). Asimismo, la tercera pieza (Flores solitarias) también está relacionada temáticamente con la antepenúltima (Pájaro como profeta): tanto las flores como los pájaros son representantes de la naturaleza viva. Finalmente, el Lugar encantado, como un sitio espeluznante, corresponde en contraste con la hogareña Posada. Todas estas piezas se centran en torno a la quinta pieza (Paisaje acogedor) como eje de simetría.
La tonalidad principal de si bemol mayor determina el comienzo, la mitad y el final del ciclo. Flores solitarias también usa si bemol mayor, mientras que el temáticamente relevante Pájaro como profeta (probablemente debido a su carácter más misterioso) está en la tonalidad relativa de sol menor. También vale la pena señalar que las dos piezas misteriosas (Cazadores al acecho y Lugar encantado) están en re menor, mientras que sus contrapartes positivas (Canción de caza y Posada) están ambas en mi bemol mayor.

### I.Eintritt (Entrada)
En el primer número todo parece ir bien; su tema suavemente murmurante nos da la bienvenida al bosque de la manera más benigna posible. Presenta un fraseo inusual y asimétrico.

### II.Jäger auf der Lauer (Cazadores al acecho)
El segundo número es enérgico y con abundantes toques de trompa, lo cual disipa la idea de que el compositor, acosado por sus demonios personales a estas alturas de su vida, hubiera perdido su forma de componer. Hay una deliciosa seriedad burlona en el desenfadado final. Es una pieza emocionante y técnicamente desafiante en el elenco de una típica canción de caza del siglo XIX.

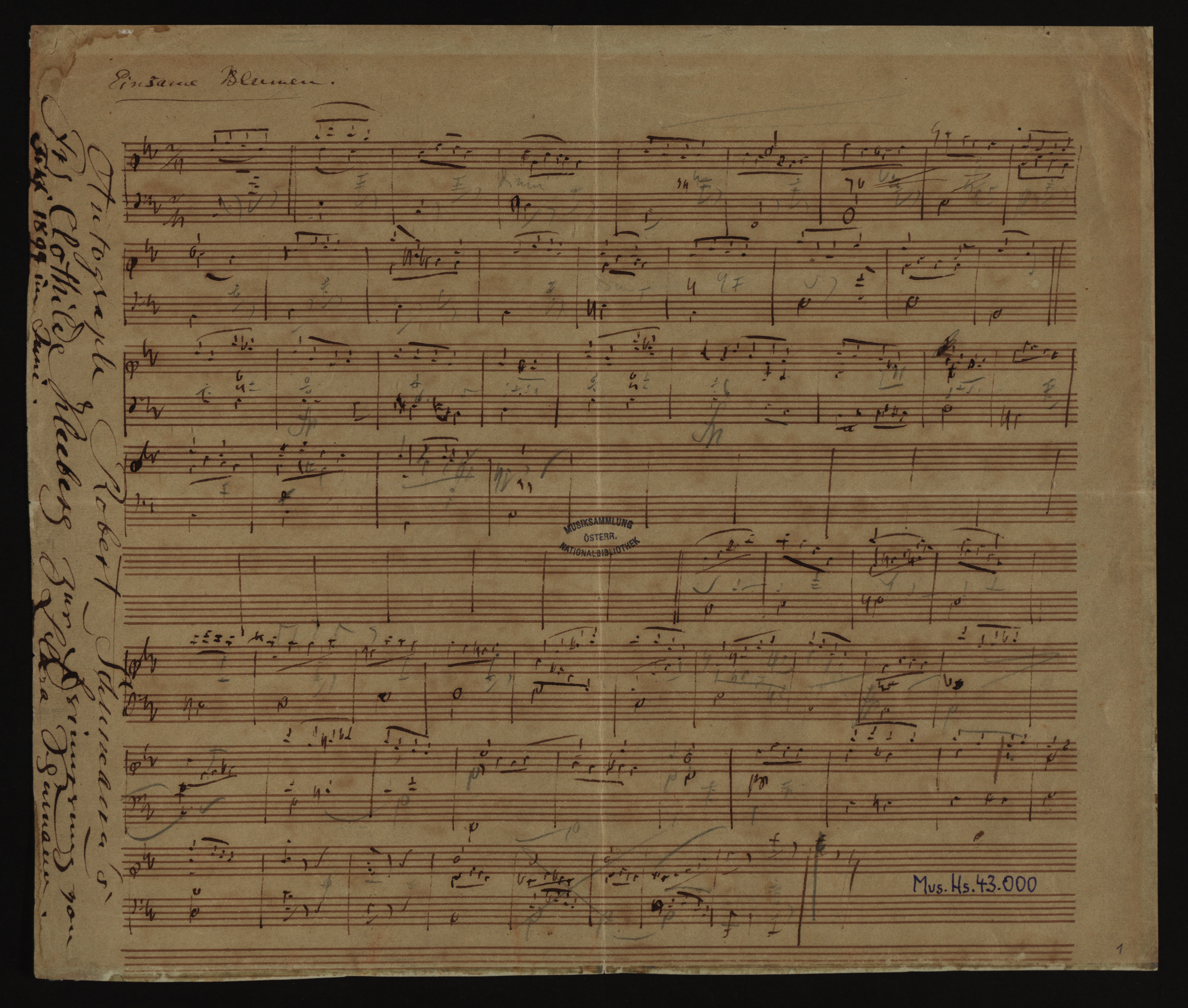
Borrador autógrafo de Waldszenen n.º 3 Einsame Blumen.

### III.Einsame Blumen (Flores solitarias)
Las dificultades de la tercera pieza residen en mantener el equilibrio entre las dos voces distintas de la mano derecha; por lo demás, es sencilla y melódica. El estado de ánimo vuelve a cambiar en este número y el siguiente, teñidos a su vez de tristeza y luego de una persistente inquietud que sólo .

### IV.Verrufene Stelle (Lugar encantado)
El cuarto número evoca un aire de misterio espeluznante con pasajes en ritmos lentos con puntillo.

### V.Freundliche Landschaft (Paisaje acogedor)
La quinta pieza con su jovialidad hace desvanecerse el carácter melancólico de las piezas anteriores. Los rápidos y complicados tresillos crean un efecto sorprendentemente poético.

### VI.Herberge (Posada)
Presenta una variedad de material que requiere una gran sensibilidad para el equilibrio. Constituye un estudio sobre el consuelo y la tranquilidad.

### VII.Vogel als Prophet (Pájaro como profeta)
El célebre número siete es quizá la pieza más extraña de la colección, en la que el autor pretende imitar el canto de un pájaro. Parece alcanzar dominios casi protoimpresionistas, y su sección coral central le confiere una gravedad casi sagrada. Demuestra una pureza que presagia los futuros esfuerzos de Maurice Ravel y Olivier Messiaen en este campo.

### VIII.Jagdlied (Canción de caza)
Volvemos a un territorio compositivamente más seguro y pastoral, que presenta una imagen del juego de los cascos de los caballos y los alegres abrigos rojos de los cazadores, una visión notablemente infantil.

### IX.Abschied (Adiós)
Aquí parece recuperarse la inocencia de la obertura al despedirnos conmovedoramente del bosque.